# مسابقة أوقيانوسيا الأولمبية لكرة القدم للسيدات 2012
مسابقة أوقيانوسيا الأولمبية لكرة القدم للسيدات 2012 سوف تكون المسابقة المؤهلة لمنافسات كرة القدم في اللألعاب الأولمبية الصيفية 2012 في لندن مخصصة للمنتخبات الأعضاء داخل اتحاد أوقيانوسيا لكرة القدم. تونغا هي البلد المنظم للبطولة. أربعة منتخبات ستشارك في المنافسة التي تستند على نظام الدوري من مرحلة واحدة. وسيتأهل الفائز من الجولة الأولى للعب ضد نيوزيلندا بمباراة فاصلة ذهاب وإياب لتحديد هوية المتأهل إلى الأولمبياد.

## الفرق المشاركة
- نيوزيلندا
- بابوا غينيا الجديدة
- ساموا
- تونغا
- فانواتو

## الجولة الأولى
تم الكشف عن مسار البطولة يوم 17 فبراير 2012.
الأوقات ظاهرة حسب ت ع م+13:00.
| الفريق              | نقاط | فرق | عليه | له | خ | ت | ف | لعب |
| ------------------- | ---- | --- | ---- | -- | - | - | - | --- |
| بابوا غينيا الجديدة | 3    | 5+  | 2    | 7  | 0 | 0 | 1 | 1   |
| تونغا               | 3    | 3+  | 2    | 5  | 0 | 0 | 1 | 1   |
| فانواتو             | 0    | 3−  | 5    | 2  | 1 | 0 | 0 | 1   |
| ساموا               | 0    | 5−  | 7    | 2  | 1 | 0 | 0 | 1   |

| تونغا                                                                   | 2 – 5 | فانواتو                             |
| ----------------------------------------------------------------------- | ----- | ----------------------------------- |
| بيوينغي فيكي 31'، 47'، 61' · سالومي فاينوكو 42' · كيانا مواموهوليفا 56' | تقرير | سارا تومبسون 62' · جويلا آفوك 90+3' |

| بابوا غينيا الجديدة                                                                                    | 2 – 7 | ساموا                                      |
| --- | ----- | ------------------------------------------ |
| فاطمة راما 7' · لينا هونياكي 12'، 38' · رومونا موريس 45+1' · دايسي ويناس 86' · راندرا بيروم 87'، 90+2' | تقرير | لانولا موليبولا 19' · تاماسايلوا ليوتا 70' |

| تونغا | ضد | بابوا غينيا الجديدة |
| ----- | -- | ------------------- |
|       |    |                     |

| ساموا | ضد | فانواتو |
| ----- | -- | ------- |
|       |    |         |

| ساموا | ضد | تونغا |
| ----- | -- | ----- |
|       |    |       |

| فانواتو | ضد | بابوا غينيا الجديدة |
| ------- | -- | ------------------- |
|         |    |                     |

### مباراة المركز الثالث
| صاحب المركز الثالث | ضد | صاحب المركز الرابع |
| ------------------ | -- | ------------------ |
|                    |    |                    |

### النهائي
| صاحب المركز الأول | ضد | صاحب المركز الثاني |
| ----------------- | -- | ------------------ |
|                   |    |                    |

## الجولة النهائية
| نيوزيلندا | ضد | فائز الجولة الأولى |
| --------- | -- | ------------------ |
|           |    |                    |

| فائز الجولة الأولى | ضد | نيوزيلندا |
| ------------------ | -- | --------- |
|                    |    |           |

## وصلات خارجية
- الموقع الرسمي للاتحاد
- الجدول الرسمي للمسابقة